# Svenska Kennelklubben
Svenska Kennelklubben (SKK) är hundägarnas riksorganisation och grundades den 13 december 1889 av Adolf Patrik Hamilton initialt för jakthundar, men täcker idag alla hundraser. Organisationen har drygt 300 000 medlemmar.

## Verksamheten
Organisationens mål är:
- att väcka intresse för och främja avel av mentalt och fysiskt sunda, bruksmässigt, jaktligt och exteriört fullgoda rasrena hundar.
- att informera och ge kunskap om hundens fostran, utbildning och vård.
- att bevaka och arbeta med frågor, som har betydande allmänt intresse för hundägaren och hundägandet.
- att skapa och vidmakthålla bra relationer mellan omvärlden, hundägaren och hundägandet.

Hamiltonplaketten kan tilldelas den som genom framgångsrikt arbete gagnat hundaveln och härigenom i hög grad främjar klubben syften.

## Internationellt samarbete
SKK är den svenska medlemsorganisationen i den internationella kennelfederationen Fédération Cynologique Internationale (FCI) och tillämpar samma gruppindelning av hundraser som denna organisation.
SKK är även medlem i Nordisk Kennelunion (NKU). Övriga medlemmar i NKU är Dansk Kennel Klub, Hundaræktarfélag Islands (Islands kennelklubb), Norsk Kennel Klub och Suomen Kennelliitto/Finska Kennelklubben.

## Organisatorisk indelning
SKK:s högsta beslutande organ är kennelfullmäktige. Den löpande verksamheten sköts av Centralstyrelsen.
SKK är för övrigt uppdelat på länsklubbar, specialklubbar och Sveriges Hundungdom.

### Länsklubbar
Svenska kennelklubben är regionalt indelad i länsklubbar. Dessa följer inte alltid statens indelning i län.